# París-Tours 1954
La París-Tours 1954 fue la 48.ª edición de la clásica París-Tours. Se disputó el 10 de octubre de 1954 y el vencedor final fue el francés Gilbert Scodeller del equipo Mercier-Hutchinson, que se impuso al sprint al pelotón. 

## Clasificación general[3]
|    | Ciclista            | Equipo               | Tiempo     |
| -- | ------------------- | -------------------- | ---------- |
| 1  | Gilbert Scodeller   | Mercier-Hutchinson   | 6h 11' 19" |
| 2  | Louison Bobet       | Stella-Wolber-Dunlop | 2"         |
| 3  | Pierre Michel       | La Perle-Hutchinson  | m.t.       |
| 4  | Briek Schotte       | Alcyon-Dunlop        | m.t.       |
| 5  | Rik Van Steenbergen | Mercier-Hutchinson   | m.t.       |
| 6  | Alfred De Bruyne    | Mercier-Hutchinson   | m.t.       |
| 7  | Roger Decock        | Bertin               | m.t.       |
| 8  | Angelo Conterno     | Frejus               | m.t.       |
| 9  | Germain Derijcke    | Alcyon-Dunlop        | m.t.       |
| 10 | Loretto Petrucci    | Lygie                | m.t.       |